# Easton's Bible Dictionary

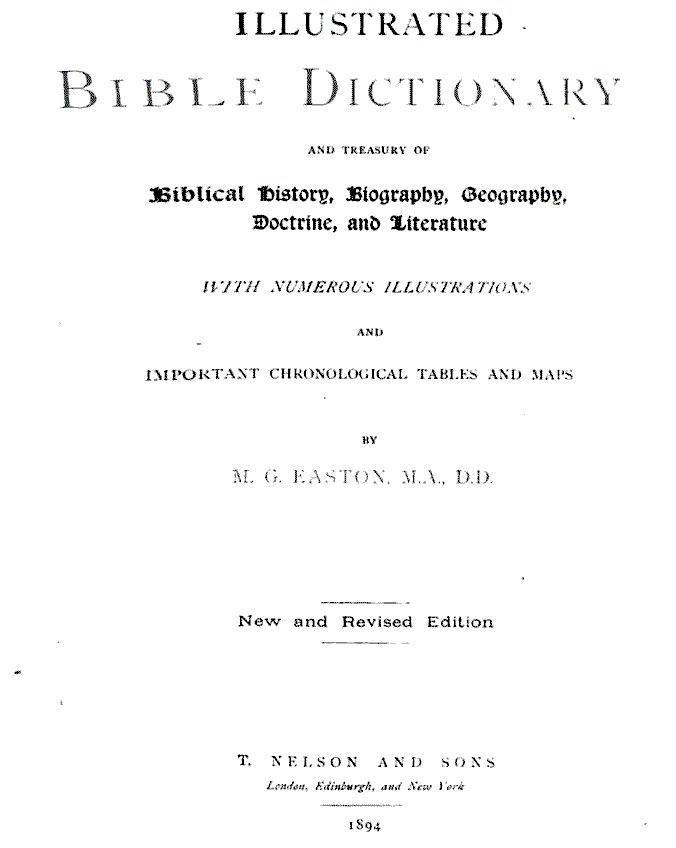
Portada del Easton's Bible Dictionary (1894).

El Illustrated Bible Dictionary (Diccionario Bíblico Ilustrado), cuyo título completo es: Illustrated Bible Dictionary and Treasury of Biblical History, Biography, Geography, Doctrine, and Literature with Numerous Illustrations and Important Chronological Tables and Maps, más conocido como Easton's Bible Dictionary (Diccionario Bíblico de Easton), es una obra de referencia sobre temas relacionados con la Biblia cristiana, compilado por Matthew George Easton. 
La primera edición se publicó en 1893, y una edición revisada se publicó al año siguiente. La edición más popular, sin embargo, fue la tercera, publicada por Thomas Nelson en 1897, tres años después de la muerte de Easton. La última edición contiene cerca de 4.000 entradas relacionadas con la Biblia. Muchas de estas entradas de Easton son de carácter enciclopédico, aunque también hay entradas cortas de tipo diccionario.
Debido a la antigüedad de su edición, ahora es un recurso compartido de dominio público.